# Moth (bateau)
Pour les articles homonymes, voir Moth.
Né en 1929 aux États-Unis, le Moth est une série à restrictions. Considéré comme un dériveur léger pouvant être construit « soi-même » (seules la longueur et la surface de voile étaient imposées), il remporta très vite un franc succès.

## Historique et description
Les modèles étaient aussi nombreux que variés, les uns présentant des qualités de vitesse certaines, tandis que d'autres étaient aussi conçus pour la promenade. Sans cesse le Moth innove et se perfectionne, mais pour de nombreux régatiers cette course sans fin ne les intéresse pas. En 1962, la majorité des membres de l’Aspromoth (Association des propriétaires de Moth) vote pour définir un monotype. C'est l'Aquilon, aujourd'hui Europe qui est choisi en 1963. Il ne s'est pas imposé en régate, mais seuls ces plans arrivèrent au bureau de l'Association des propriétaires de Moth. Tous s'attendaient à ce que les plans du Fauroux ou du Duflos, ceux qui s'affirmaient en course, soient retenus. Mais les concepteurs de ces modèles considéraient que le premier jeu, chez les Moth, était la recherche du progrès. Avec cet état d'esprit, il n'était pas question pour eux de présenter leurs plans pour casser leurs jouets. L'Aquilon nommé plus tard Europe deviendra ainsi le seul modèle retenu, par défaut.
Par ailleurs, la « sélection naturelle » que représentent les courses, fruit d'une grande soif de recherches et de perfection, continuait et continue toujours à l'intérieur de l'International Moth Class Association (IMCA) où l'on voit maintenant des Moth voler sur leurs foils. D'autre part, les Moth à restrictions continuent de naviguer à l'intérieur de l'Association des Moth classiques.